# Marzo 1821
Marzo 1821 è un'ode di Alessandro Manzoni.

## L'antefatto
Quando esplosero i moti piemontesi del marzo 1821, Vittorio Emanuele I abdicò il 13, lasciando il trono al fratello Carlo Felice. Poiché questi si trovava a Modena, dove era duchessa la nipote Maria Beatrice, la reggenza provvisoria fu assunta subito da Carlo Alberto, che il giorno successivo concesse la Costituzione. I patrioti esultarono e il passaggio del Ticino da parte dei Savoia pareva imminente, con la conseguente liberazione del Lombardo-Veneto dal dominio austriaco. Preso dall'entusiasmo, Manzoni scrisse la poesia in appena tre giorni, tra il 15 e il 17 marzo.

## La poesia
Manzoni immagina che l'esercito liberatore abbia già varcato il confine e quindi rappresenta lo stato d'animo dei piemontesi e la volontà di liberare, non solo la Lombardia, ma anche tutta l'Italia oppressa.
L'ode è dedicata al poeta tedesco Theodor Franz Körner, per ricordare ai tedeschi che anche loro, nel momento in cui erano oppressi, avevano lottato per i loro diritti. In quel momento Dio li aveva aiutati in questa battaglia, perché, essendo giusto e padre di tutte le genti del mondo, vuole la libertà di tutti i popoli. La guerra degli italiani è giusta e santa perché ogni popolo deve essere libero.
Il metro è quello dell'ode-canzonetta, in tredici doppie quartine di decasillabi, a schema abbct deect, con ad piani sciolti (tranne nella prima strofa, dove il 1º verso rima col 5º), bb ee piani in rima baciata, cc tronchi rimati.
La poesia si apre con un andamento anaforico, comune a tutta l'opera, mettendo in rilievo la solennità del giuramento dei Piemontesi (cui fa eco quello degli «altri forti», i Lombardi), i liberatori che hanno varcato il Ticino: 
(vv. 5-8)
La strofa terza e quarta sottolineano l'inscindibilità tra l'Italia e gli Italiani, grazie all'uso dell'adynaton: così come è impossibile, infatti, separare gli affluenti dal fiume in cui sfociano («Chi potrà della gemina Dora, della Bormida al Tanaro sposa, del Ticino e dell'Orba selvosa, scerner l'onde confuse nel Po», vv. 17-20), allo stesso modo i cittadini sono inevitabilmente legati alla propria patria, e colui che potrà «scerner l'onde confuse nel Po» li risospingerà «ai prischi dolor». (v. 28)
Dopo il richiamo alla prigionia passata, l'autore si rivolge agli stranieri, cercando di render loro manifesta l'ingiustizia che perpetuano, attraverso l'immagine dell'Italia «che tutta si scote, dal Cenisio alla balza di Scilla» (vv. 45-46), e ammonendoli per aver tradito il «giuro» compiuto, quello cioè di rispettare il principio di nazionalità.
Il movente politico e storico sfuma però nella strofa settima, lasciando che ad ergersi a protagonista sia la tematica etico-religiosa. Di fronte alla realtà storica, la volontà superiore del Dio «che è padre di tutte le genti» (v. 69) prevale senza soluzione di continuità. Gli oppressori conobbero l'oppressione, venendone liberati dalla giustizia divina. Allo stesso modo, lo spirito di fratellanza e amore che discende dal comune Padre, chiama tutti i popoli ad essere liberi, assecondando il Dio evangelico che si ribella ad ogni forma di «servaggio»: «Dio rigetta la forza straniera; / ogni gente sia libera, e pera / della spada l'iniqua ragion» (vv. 54-56).
Questi motivi occupano tre strofe; nella decima Manzoni rivolge un canto d'amore all'Italia, raffigurandola come un'unica nazione, divisa solo dalle contingenze storiche. Il finale di Marzo 1821 esprime come logica conseguenza la speranza di una vittoria definitiva, in modo che l'Italia sia «al convito de' popoli assisa» (v. 94); in caso contrario «più serva, più vil, più derisa / sotto l'orrida verga starà» (vv. 95-96); ma lascia anche spazio alla mestizia per chi non potrà prendere parte alla liberazione nazionale, e dovrà raccontare gli avvenimenti senza avervi preso parte.

## La vicenda compositiva
Pochi giorni dopo la composizione dell'ode, però, il moto liberale piemontese fu represso. L'8 aprile le forze ribelli vennero sconfitte a Novara dagli austriaci, il cui intervento era stato sollecitato da Carlo Felice. In seguito all'arresto dell'amico Federico Confalonieri, avvenuto il 13 dicembre, Manzoni stimò prudente eliminare il manoscritto, custodendolo nella memoria. L'ode fu quindi riscritta solo nel 1848, dopo le cinque giornate di Milano, e pubblicata assieme a Il Proclama di Rimini presso Redaelli.
Il periodo della nuova composizione è compreso tra i mesi di marzo e giugno. Secondo Cesare Cantù, la tredicesima strofa non avrebbe fatto parte del testo originario, ma sarebbe stata aggiunta nella nuova occasione, permettendo un collegamento ideale tra le «giornate del nostro riscatto» e i recentissimi eventi milanesi. A sostegno dell'ipotesi può essere anche addotta la rottura operata in questo caso dal Manzoni, che non aveva mai usato un numero dispari di strofe.
La poesia dovette comunque circolare oralmente già dopo la prima stesura, come si evince leggendo il cosiddetto Giuramento di Pontida, nelle Fantasie di Giovanni Berchet (1829). Nella lunga romanza del Berchet, infatti, l'anaforica ripetizione iniziale di «L'han giurato» ricalca l'identica espressione incipitaria e anaforica del componimento manzoniano. L'analogia si estende alla materia trattata e al modo in cui viene affrontata: entrambi si configurano come inni patriottici e come una chiamata alle armi per cacciare lo straniero da una terra non sua.
Molti anni più tardi, Giosuè Carducci espresse su Marzo 1821 parole di encomio per l'accuratezza di alcuni versi, lavorati «con finitezza virgiliana», ma considerazioni severe nei confronti di altri passaggi, in particolare la strofa settima, in cui Manzoni si rivolge per la prima volta agli «stranieri»: «[...] siamo giusti, pare padre Cristoforo che faccia un'omelia all'imperatore d'Austria su 'l dovere cristiano di lasciar libera l'Italia».